# Gergely Capdebo
Gergely (Grigore) Capdebo (1776-1840) – nobil de origine armeană din Transilvania.
Renumit medic ce a activat 29 de ani în județul Timiș. Era, de asemenea, cunoscut ca un foarte bun medic homeopat. Avea foarte mulți pacienți, unii venind de la foarte mare distanță ca să fie vindecați de el. Conform Istoriei medicinii din Ungaria a fost unul din cei mai importanți medici ai secolului XIX în această parte de lume. 